# Шагренева шкіра (фільм, 2010)
«Шагренева шкіра» (фр. La peau de chagrin) — франко-бельгійський драматичний телефільм режисера Алена Берлінера, знятий ним у 2010 році, за мотивами роману Оноре де Бальзака «Шагренева шкіра».

## Зміст
Рафаель де Валентен утрапив до смуги невдач. Його філософський рукопис не взяли до друку, він програв усі свої заощадження, а його кохання, — чарівна світська дама, відкидає його. Із безодні відчаю його рятує древній артефакт — шагренева шкіра. Вона виконує будь-які бажання людини, але натомість забирає час його життя. І ось у Рафаеля є визнання, гроші, жінки, але свідомість того, що його годинник на цій землі тане з величезною швидкістю, затьмарює райдужне існування.

## Ролі
| Актор             | Роль                                                   |
| ----------------- | ------------------------------------------------------ |
| Тома Куман        | Рафаель де Валентен (молодий письменник)               |
| Аннабелль Еттманн | Поліна (дочка господині квартири, в якій живе Рафаель) |
| Жюльєн Оноре      | Растіньяк (друг Рафаеля)                               |
| Мілен Жампаной    | Графиня Феодора (світська левиця)                      |
| Жан-П'єр Марьєль  | господар крамниці старожитностей                       |
| Луї-До де Ланкесе | Тайлефер                                               |